# Cyrtodactylus wallacei
Cyrtodactylus wallacei es una especie de gecos de la familia Gekkonidae.

## Distribución geográfica
Es endémica del sur de la isla de Célebes y de la cercana isla de Kabaena (Indonesia).